# Isen (Međuzemlje)
Isen je rijeka u Međuzemlju, izmišljenom svijetu J. R. R. Tolkiena.
Isen (Sindarinski Angren) započinje u južnim padinama Maglenoga gorja te prolazi kroz Gondorsku utvrdu Isengard (Angrenost). Po dolasku do blizu Bijeloga gorja naglo skreće na zapad i ulijeva se u Veliko more. Duljina joj je oko 430 numenorskih milja. Oko 156 km zapadno od Rohanskog prolaza u nju se ulijeva njena jedina poznata pritoka, rijeka Adorn. Rijeke Isen i Adorn čine granicu Rohana no trokut između Isena, Adorna i Bijeloga gorja je bio područje spora Rohanaca i Dunlanđana. Jedini prelazak Isena bio je na gazovima Isena gdje su Rohanci vodili bitke protiv Sarumana i njegove vojske. Saruman je skrenuo rijeku Isen s njenog prirodnog toka no kada su Enti pobijedili Sarumana vratili su je na njen prirodni tok i privremeno potopili Isengard.